# Johann Mickl
Johann Mickl (roj. Mickl János), nemški general slovenskega porekla, * 18. april 1893, Zenkovci v Slovenski krajini , tedaj Avstro-Ogrska, † 10. april 1945, Reka.

## Napredovanja
Avstro-Ogrska
- nadporočnik: 1. maj 1915

Avstrija
- stotnik: 1. januar 1921
- major: 25. september 1928
- podpolkovnik d.G.: 4. januar 1936

Wehrmacht
- polkovnik: 1. junij 1940
- generalmajor: 1. marec 1943
- generalporočnik: 1. april 1944

## Odlikovanja
Avstroogrska
- vojaški zaslužni križec z vojno dekoracijo: 16. oktober 1915
- red železne krone 3. razreda z vojno dekoracijo: 22. marec 1916
- srebrna vojaška zaslužna medalja:26. avgust 1916
- srebrna vojaška zaslužna medalja (Signum Laudis) (2x)
- Karlov vojaški križec

Avstrija
- splošni in posebni koroški križec za hrabrost

Wehrmacht
- železni križec II. razreda: september 1939
- železni križec I. razreda: 16. junij 1940
- viteški križec železnega križca: 13. december 1941
- viteški križec s hrastovimi listi: 6. marec 1943